# Moravian Cemetery
O Moravian Cemetery (em português:  Cemitério Moravian) é um cemitério localizado na Richmond Road, nº 2205, em New Dorp, Staten Island, no estado de Nova Iorque. É considerado o maior cemitério da ilha.
Inaugurado no ano de 1740, o cemitério situa-se no pé sudeste da serra Todt Hill.

## História
No que já foi uma comunidade totalmente agrícola, o cemitério de 113 acres (457,000 m²) foi feito originalmente na tentativa de desencorajar famílias a enterrar os corpos nos campos da fazenda. O Moravian Cemetery é o cemitério de muitas pessoas nascidas na ilha, conhecidos como Staten Islanders, incluindo os membros da família Vanderbilt.
No século XIX, o comodoro Cornelius Vanderbilt deu ao cemitério uma área de 8½ acres (34,000 m²) e, mais tarde, seu filho William Henry Vanderbilt acabou doando mais 4 acres (16,000 m²), construindo ainda a residência do superintendente do cemitério. O mausoléu Vanderbilt, planejado por Richard Morris Hunt, e construído entre 1885–1886, é parte da seção privada da família dentro do cemitério. O mausoléu da família Vanderbilt é uma réplica da Igreja romanesca de Arles, na França. O jardim, em volta do mausoléu da família Vanderbilt, foi planejado por Frederick Law Olmsted. A seção da família Vanderbilt, onde encontra-se o belo mausoléu, não está aberto para o público, e, no momento, os atuais empregados são Tina Cerami, Donna Dottavio, Betty Pietrangelo, Kenneth DeRenzo, e Carmine Pampalone.
Em 2009, havia mais de 100,000 pessoas enterradas no cemitério. O Moravian Cemetery é considerado um dos 'Cemitérios Mais Bonitos dos Estados Unidos'.

## Famosos enterrados no cemitério
- Alice Austen (1866–1952), fotógrafo.
- Paul Castellano (1915–1985), gângster.
- Robert M. Davies (1830–1896) Capitão da Companhia "C" do Regimento que lutou na Guerra Civil Americana.
- Eberhard Faber (1822–1879), fundador da Eberhard Faber Pencil Co.
- George Frederick Norton (1876–1917), corretor de ações, faleceu na Primeira Guerra Mundial com o American Field Service.
- John Louis O'Sullivan (1813–1895), advogado, jornalista, estadista
- Martin Scorsese (nascido em 1942), cineasta (embora ele ainda não tenha falecido, o seu túmulo já está reservado no cemitério).
- Robert Gould Shaw (1837–1863)
- Cornelius Vanderbilt (1794–1877)
- Cornelius Vanderbilt II (1843–1899)
- Cornelius Vanderbilt IV (1898–1974)
- George Washington Vanderbilt II (1862–1914)
- William Henry Vanderbilt (1821–1885)
- Reginald Claypoole Vanderbilt (1880–1925)
- William Kissam Vanderbilt (1849–1920)
- William Kissam Vanderbilt II (1878–1944)
- Stephen H. Weed (1831–1863)
- Paul Zindel (1936-2003)